# Tinostoma smaragditis
Tinostoma smaragditis là một loài bướm đêm thuộc họ Sphingidae. Nó là loài duy nhất trong chi Tinostoma. Nó là loài đặc hữu của quần đảo Hawaii và đã được cho là đã tuyệt chủng cho đến khi được phát hiện lại vào năm 1998.
Môi trường sống tự nhiên của chúng là rừng khô nhiệt đới Hawaii và rừng ẩm đất thấp Hawaii. Nó bị đe dọa bởi việc mất môi trường sống.